# Villafranca d'Asti
Villafranca d'Asti, (Vilafranca d'Ast en piemontès) és un municipi situat al territori de la província d'Asti, a la regió del Piemont (Itàlia).
Limita amb els municipis de Baldichieri d'Asti, Cantarana, Castellero, Dusino San Michele, Maretto, Monale, Roatto, San Paolo Solbrito i Tigliole.
Pertanyen al municipi les frazioni d'Antoniassi, Borgovecchio, Case Bertona, Case Bruciate, Castella, Crocetta, Mondorosso, Montanello, Taverne, San Grato, Sant'Antonio i Valle Audana.